# Повратак на родно дрво
„Повратак на родно дрво” је југословенски кратки филм из 1968. године. Режирао га је Влатко Гилић а сценарио је написао Матија Бећковић.

## Улоге
| Предраг Лаковић | Драган Лаковић | Мирјана Манојловић | Даница Мијовић |  |